# لنارت کارلسون
لنارت کارلسون (انگلیسی: Lennart Carleson؛ زادهٔ ۱۸ مارس ۱۹۲۸) دانشمند در زمینه ریاضیات اهل سوئد است.
وی همچنین برندهٔ جوایزی همچون جایزه ولف در ریاضی، نشان زرین لومونسف، جایزه آبل، و جایزه لروی استیل شده‌است.